# Baccaurea taitensis
Baccaurea taitensis är en emblikaväxtart som beskrevs av Johannes Müller Argoviensis. Baccaurea taitensis ingår i släktet Baccaurea och familjen emblikaväxter.
Artens utbredningsområde är Samoa. Inga underarter finns listade i Catalogue of Life.